# Patience Dabany
Patience Marie Josephine Kama Dabany (Brazzaville, 22 de enero de 1941) es una cantante y música gabonesa. Dabany fue la primera dama de Gabón de 1967 a 1987. Durante casi 30 años estuvo casada con Omar Bongo, quien fue Presidente de Gabón de 1967 a 2009. Después de su divorcio, logró una carrera en la música. Ella es la madre del actual presidente de Gabón, Ali Bongo.

## Biografìa
Nacida como Marie Joséphine Kama en Brazzaville, República del Congo, los padres de Dabany eran originarios de Bateke, en la región de Haut-Ogooué, en lo que hoy es el sureste de Gabón. Dabany creció en una familia de músicos y comenzó a cantar a temprana edad al acompañamiento de acordeón de su padre, mientras que su hermano tocaba la guitarra. Desde allí, su camino condujo al coro de la iglesia en Brazzaville y luego a las canciones tradicionales. Su madre era una cantante tradicional.

### Primera dama de Gabón (1967-1987)
En 1958, conoció a Albert-Bernard Bongo, un joven estudiante gabonés. Con solo 15 años de edad, se casó con Albert el 31 de octubre de 1959. Tuvieron dos hijos: un hijo Alain Bernard Bongo y Albertine Amissa Bongo.
Marie Josephine Kama, más tarde conocida como Josephine Bongo, fue la primera dama de Gabón. Ella y su entonces esposo fundaron el Partido Demócrata de Gabón. Se involucró en muchos proyectos sociales, incluida la promoción de los derechos de las mujeres, organizaciones benéficas para niños, etc. Trabajando con la cultura, creó el grupo musical dedicado al Partido Demócrata Gabonés, Kounabeli (Superestrellas), donde actuó como cantante principal.

## Carrera musical
En 1986 Joséphine y Albert Bongo se divorciaron. Marie se embarcó en una carrera como artista profesional, bajo su nuevo nombre, Patience Dabany. Su primer álbum fue Levekisha. Otros álbumes seguidos, como Cheri Ton Disque Est Rayé, Associé y Patience Dabany en 1994. En 1997, lanzó el álbum Nouvelle Attitude. El mismo año, Dabany regresó a su patria y se reestableció en Libreville. En 2001 lanzó el artículo 106. Su álbum de música mundial de 2004, Obomiyia, le permitió viajar con James Brown en Europa. Ella grabó un álbum con Kounabeli en 2005; La canción La Connaissance de este álbum fue uno de los himnos de su exesposo (que ahora usa el nombre Omar Bongo Ondimba) que se usó durante la campaña presidencial de 2005.
Patience Dabany colaboró con muchos artistas como El DeBarge, Tabu Ley Rochereau y Tshala Muana. Ella es también presidenta de la Asociación de Comerciantes de Gabón y trabaja en el campo de la caridad. Habiendo actuado en el Olimpia de París en 2001. En junio de 2011, participó en la "Gran Noche Africana" en el Stade de France, junto a muchas estrellas del continente. También cantó en la final de la Copa Africana de Naciones 2012 en Libreville (Gabón). El 2 de noviembre de 2012, vuelve a estar en París para un concierto en el Zenith. Patience Dabany es uno de los embajadores musicales más prolíficos de África.
En diciembre de 2023, el fiscal general de Libreville anunció un proceso judicial por “comentarios insultantes”, tras las palabras insultantes de Patience Dabany hacia el presidente de la transición Brice Oligui Clotaire Nguema.